# Blakenhall
Blakenhall  è un ward della città di Wolverhampton che conta 24.000 abitanti.
Fondata nel 985, nel Medioevo fu un importante centro per il commercio della lana, diventando poi un centro dell'industria pesante nella Rivoluzione industriale.